# Agnieszka Szymkowa
Agnieszka Szymkowa (zm. ok. 14 czerwca 1731 w Gocanowie) – kobieta, zmarła w areszcie oskarżona o bycie czarownicą. Bohaterka opowiadania Anny Koprowskiej-Głowackiej.

## Proces
Zgodnie z treścią opowiadania, Agnieszka Szymkowa mieszkała w Tarnowie. Została wskazana (powołana) jako czarownica przez Annę Matuszkę z Gocanowa, której zeznanie zostało wymuszone na torturach. Chorążyna kruszwicka, Zakrzewska, kazała ją aresztować i zawiadomiła radę (miejską) z Inowrocławia oraz włocławski Konsystorz. Ten powołał komisję duchowną, w skład której weszli ksiądz Nieszczewski (kanonik kruszwicki), ksiądz Kazimierz Tomaszewski (pleban chełmiecki) oraz ksiądz Szymon Boheński (pleban piaskowski – to do jego parafii należała Szymkowa). 
Komisja przystąpiła do pracy 11 czerwca 1731 roku. Na początku przesłuchała oskarżycielkę – panią Zakrzewską, której mąż zachorował. Ponieważ żadne leki mu nie pomagały, uznano, że rzucono na niego czary. Potwierdził to doktor Luter z Fredlantu. Winną tej zbrodni miała być Anna Matuszka, która podczas przesłuchania przed komisją stwierdziła, że to Szymkowa nauczyła ją szkodzić ludziom. Także chłopi przesłuchiwani przez księży przysięgali, że Agnieszka Szymkowa jest czarownicą, bo wielokrotnie z jej przyczyny chorowali ludzie i zdychały zwierzęta.
Agnieszka Szymkowa była więziona zgodnie z zaleceniami przedstawionymi w "Malleus Maleficarum". Została przywiązana do kłody, gdyż inkwizytorzy wierzyli, że oskarżona, która ma styczność z ziemią, może mieć więcej sił i dzięki temu znieść tortury. Gdy ksiądz Boheński odwiedził ją w więzieniu, miała również zawiązane oczy. Pod drzwiami celi podsłuchiwali jego rozmowę z Szymkową różni ludzie, w tym wymieniony z nazwiska pan Zakrzewski ze Słońska.
Księża wyjechali z Gocanowa, informując wcześniej sąd ławniczy, że oskarżona jest winna czarów. Agnieszka Szymkowa zmarła na trzeci dzień po wyjeździe komisji. Pochowano ją na rozstaju dróg.

## Źródła i opracowania
O sprawie Agnieszka Szymkowej pisał Bohdan Baranowski w swojej książce Procesy czarownic w Polsce w XVII i XVIII wieku. Według przytoczonej przez niego relacji pochodzącej z piątego tomu Monumenta Historica Dioeceseos Wladislaviensis, kobieta przetrzymywana była w lamusie. Ręce i nogi miała przywiązane do kłody, zasłonięto jej też oczy. Odwiedzający ją pleban z Piasków, który próbował z nią porozmawiać, zauważył, że nie jest w najlepszym stanie psychicznym (zmieszana na zmysłach; źle u niej w głowie). Wychodząc, spotkał pod drzwiami jej celi Zakrzewskiego oraz innych jeszcze ludzi. Po odjeździe komisji, kobietę przeniesiono do innego pomieszczenia, gdzie zmarła trzeciego dnia.
Zamieszczona w Monumenta... relacja plebana Boheńskiego sporządzona została 16 czerwca 1731.